# Uridine diphosphate N-acétylglucosamine
L’uridine diphosphate N-acétylglucosamine, souvent abrégée en UDP-GlcNAc, est un nucléotide-ose intervenant également comme coenzyme dans le métabolisme cellulaire. C'est une source de N-acétyl-D-glucosamine pour les glycosyltransférases. La D-glucosamine est produite naturellement sous forme de glucosamine-6-phosphate et est le précurseur de toutes les osamines. Plus précisément, la glucosamine-6-phosphate est synthétisée à partir du fructose-6-phosphate et de la glutamine comme première étape de la biosynthèse des hexosamines, dont la dernière étape conduit à l'UDP-GlcNAc. Celle-ci est alors utilisée pour produire des glycosaminoglycanes, des protéoglycanes et des glycolipides.